# Tatiana Nenachova
Tatiana Nenachova –en ruso, Татьяна Неначова– es una jinete soviética que compitió en la modalidad de doma. Ganó una medalla de bronce en el Campeonato Europeo de Doma de 1981, en la prueba por equipos.

## Palmarés internacional
| Campeonato Europeo | Campeonato Europeo  | Campeonato Europeo | Campeonato Europeo |
| Año                | Lugar               | Medalla            | Categoría          |
| ------------------ | ------------------- | ------------------ | ------------------ |
| 1981               | Laxenburg (Austria) | Medalla de bronce  | Por equipos        |